# Markus M. Lerch
Markus M. Lerch (* 1957) ist ein deutscher Internist und Hochschullehrer. 2020 wurde er zum Ärztlichen Direktor und Vorstandsvorsitzenden des LMU-Klinikums in München ernannt.

## Werdegang
Markus Lerch wuchs im Rheinland auf und legte am Humanistischen Kurfürst-Salentin-Gymnasium in Andernach sein Abitur ab. Er studierte zunächst Philosophie und Kunstgeschichte an der Albert-Ludwigs-Universität in Freiburg und ab 1977 dort auch Medizin.
Mit einem schottischen Stipendium wechselte er für ein Jahr an die Universität Glasgow und – unterstützt durch den DAAD – für je ein Semester an die Universität Toronto und die University of Massachusetts.
1983 legte er das deutsche und amerikanische medizinische Staatsexamen ab und promovierte bei Wolfgang Gerok in Freiburg, der ihn an der Medizinischen Klinik II anstellte. Es folgte eine Assistenzarztzeit in der Freiburger Pathologie und, bis 1989, die internistische Weiterbildung an der RWTH Aachen. Mit einem DFG-Stipendium ging Markus Lerch dann bis 1992 als Post Doc an die Harvard-Universität (Beth Israel Hospital), unterbrochen durch einen Forschungsaufenthalt in der Zellbiologie der Universität Mailand.
Lerch habilitierte sich 1994 mit experimentellen Arbeiten zur Pankreatitis an der Universität Ulm und wurde Oberarzt an der Klinik für Innere Medizin I, bis er von 1994 bis 1996 ans Max-Planck-Institut für Biochemie in Martinsried an die Abteilung Molekularbiologie von Axel Ullrich wechselte. Von einer Oberarztstelle mit Lehrauftrag für Innere Medizin und Pathophysiologie an der Universität des Saarlandes in Homburg/Saar wurde er 1997 auf eine C3-Professur an die Universität Münster berufen und 2003 auf eine C4-Professur an die Universität Greifswald. Dort war er Direktor der Klinik und Poliklinik für Innere Medizin A und Prodekan für Forschung und Klinische Belange der Universitätsmedizin.  Am 7. Dezember 2020 wurde er zum Ärztlichen Direktor und Vorstandsvorsitzenden des LMU-Klinikums in München ernannt.
Markus Lerch ist Facharzt für Innere Medizin, Gastroenterologie, Endokrinologie und Biochemie sowie Intensivmediziner. Er war von 2011 bis 2016 Präsident der Deutschen Gesellschaft für Gastroenterologie, Verdauungs- und Stoffwechselkrankheiten (DGVS) und 2017 deren Kongresspräsident. Von 2003 bis 2009 war er Associate Editor der Zeitschrift GUT und ist seit 2018 Mitglied im wissenschaftlichen Beirat des Deutschen Ärzteblattes.
Von 2008 bis 2016 war er Fachkollegiat der DFG und von 2015 bis 2020 Mitglied der DFG-Prüfungsgruppe für klinische Studien. 2015 wurde er in den Wissenschaftsrat des Bundes und der Länder berufen.
Sein klinischer und wissenschaftlicher Schwerpunkt sind die Erkrankungen des Pankreas.

## Auszeichnungen (Auswahl)
- 2016: Mitglied der Academia Europaea[3]
- 2024: Mitglied der Nationalen Akademie der Wissenschaften Leopoldina[4]